# San Diego Open 1981
Il San Diego Open 1981 è stato un torneo di tennis giocato sul cemento. 
È stata la 4ª edizione del torneo di San Diego, che fa parte WTA Tour 1981.
Si è giocato a San Diego negli USA dal 27 luglio al 2 agosto 1981.

## Campionesse

### Singolare
Tracy Austin ha battuto in finale  Pam Shriver con il punteggio di 6–2, 5–7, 6–2

### Doppio
Kathy Jordan /  Candy Reynolds hanno battuto in finale  Rosemary Casals /  Pam Shriver con il punteggio di 6–1, 2–6, 6–4